# Gwardia Republikańska (Irak)
Gwardia Republikańska (arab. ‏حرس العراق الجمهوري‎) – najlepiej wyekwipowana i wyszkolona część irackich sił lądowych. Od swego powstania była najbardziej elitarną formacją, przeznaczoną do wsparcia i ochrony władzy w Iraku. W czasie wojny irańsko-irackiej zwiększono wielkość i rangę Gwardii z jednej brygady pałacowej w samodzielny rodzaj sił zbrojnych, pod postacią „Dowództwa Sił Gwardii Republikańskiej”, składający się z 30 do 33 brygad, zgrupowanych w siedmiu dywizjach. Po porażce w trakcie II wojny w Zatoce Perskiej została zlikwidowana, w 2003 roku.
Gwardia Republikańska wzięła udział w antykurdyjskiej operacji Al-Anfal, podczas której na szeroką skalę użyła broni chemicznej przeciwko kurdyjskim partyzantom i ludności cywilnej oraz w stłumieniu powstania szyitów w 1991, podczas którego również dopuściła się zbrodni na ludności cywilnej.